# Snežana Pajkić
Snežana Pajkić, srbska atletinja, * 23. september 1970, Ćuprija, Jugoslavija.
Ni nastopila na poletnih olimpijskih igrah. Leta 1990 je osvojila naslov prvakinje na evropskem prvenstvu v teku na 1500 m. 